# 三村親成
三村 親成（みむら ちかしげ）は、戦国時代から江戸時代初期にかけての武将。備中国川上郡成羽郷の成羽城（鶴首城）主。後に備後福山藩家老三村家始祖。通称は孫兵衛、受領名は紀伊守。子孫に伝わる系図では「親重」とも。

## 生涯
備中国の戦国大名・三村宗親の三男として誕生。三村家親の弟とされるが、甥ともいわれる。
備中三村氏が従属していた毛利氏からの信任が厚く、毛利元就が三村氏宛の文書を当主・家親のみならず親成にも見せるように使者に言い含めていたほどである。永禄9年（1566年）に、美作国・備前国へ出陣中の兄・家親が宇喜多直家からの刺客（遠藤秀清、俊通の遠藤兄弟）に暗殺されると、機転をきかせて陣中の動揺を押さえ、兄が率いていた軍勢を代行指揮する。家親横死を秘しての余りに鮮やかな引き際であったため、直家は暗殺成功の報告を容易に信じなかったという。以後は備中兵乱に至るまで、成羽から本家である備中松山城の元親をよく補佐し、三村家の屋台骨と評された。
ところが、毛利氏が三村氏にとって不倶戴天の宇喜多氏と結び、それを好機と見て取った織田信長が毛利氏からの離反を誘うが、親成は三村氏旧臣・竹井氏などとともに「織田はとても信用できかねる相手であり、毛利と手を切って織田と手を結ぶのは時期尚早である」旨の主張した。しかし、前当主・三村家親を慕う一族の大勢は織田方につくことで一致し、当主・三村元親は毛利氏離反を決定した。そのため、身の危険を感じた親成は毛利氏に通じ三村氏討伐（備中兵乱）に協力した。備中兵乱後、一定の功績が毛利氏より認められて備中成羽城（鶴首城）主の地位は安堵されたが、備中松山・三村本家の叛乱を諫止できなかった咎を問われ、所領は従前の半分以下といわれる約8,000石にまで減封された。
慶長2年（1597年）から始まる慶長の役に従軍して朝鮮に渡り、同年12月22日から慶長3年（1598年）1月4日にかけて行われた第一次蔚山城の戦いにおいて武功を挙げた。これにより、第一次蔚山城の戦いで功のあった毛利氏家臣を賞した、慶長3年（1598年）1月25日付の豊臣秀吉の朱印状に親成の名（成羽紀伊守）も記されている。
関ヶ原の戦いまで成羽（鶴首）城主の地位にあったが、戦後に備中成羽からの離封を余儀なくされ没落。その後、備前児島三宅氏のもとへ身を寄せていたが、江戸幕府開府後、かつて親成の食客であり、備後国に封ぜられた水野勝成に家老として召抱えられたといわれる。ただし、勝成の備後入封は親成死去から10年後の元和5年（1619年）であり矛盾している。なお、記録によると、息子の親良は慶長19年（1614年）に、親宣は元和5年（1619年）にそれぞれ勝成に召出されている。
慶長14年（1609年）10月1日に死去。墓は備中国成羽郷の源樹寺にあると従前子孫の間ではいわれてきたが、源樹寺の住職によれば親成については位牌のみで、石塔は発見できてないという。法名は「源樹院天勝宗運大居士」で、同寺創建者の甥・元親よりも一段格の高い法名となっている。位牌は福山市の龍興寺にもあるが、俗名は親成でなく｢親重｣となっている。これは親成が水野勝成に召抱えられた際、訓みは違うものの｢成｣の字が重なることを避け、親成自身または子孫が｢重｣に改めたのではないかともいわれる。
なお、親成の子孫は、備後福山藩水野家の家老職を受け継ぐ嫡流を中心に繁栄し、幾流かに分かれた。現在に至る子孫の中でも系譜の上で嫡流とされるのは、備後福山藩水野家中において大寄合（1,000石）を務めていた親澄（親成の3代後裔）が水野家改易後に牢人となり、備中国勇崎村（現在の岡山県倉敷市）へ土着して以来続いている系統である。その子孫は苗字帯刀までは認められていなかったようだが、多数の田畑を所有し、名主と同等の扱いを受け、明治期を迎えた（なお、この裔のみは家紋に「丸に梅鉢」も用いる）。また、現在の広島県福山市川口町周辺にも親成の子孫は多く残り、これらは三村親澄の叔父・親義の係累にあたる。明治期の甲州身延山日蓮宗管長大僧正三村日修や現代の俳人で大阪芸術大学教授三村純也も親成の子孫である。

## 逸話
- 文化人との交流も盛んに行っていたようで、京都国立博物館には臨済僧の策彦周良が親成に与えた墨蹟が収蔵されている。
- 徳川家康の母方の従兄弟で浪人となっていた水野勝成が2度にわたって寄食した際、勝成の人物を見込んでよく世話を焼き、世話役の女（お登久。居候の藤井道斎の娘を養女にしたもの）を娶わせ、勝成が家康から呼び出された際も供をつけて送り出している。
- 戦国期から織豊期にあって、禄を失った三村家一族子孫のみならず他家の子孫も援助した。その中には備中芳井の武将藤井皓玄の子・道斉（小坂信濃守利直とも）も含まれ、上述の通り道斉の娘・お登久を水野勝成寄食時の侍女とした。